# Elizabeth Savalla
Elizabeth Savalla Casquel (São Paulo, 23 de noviembre de 1954) es una actriz brasileña.

## Biografía
Elizabeth Savalla estudiaba en el Liceo Eduardo Prado cuando la actriz Lourdes de Moraes la indicó para la Escuela de Artes Dramáticas de São Paulo. 
Se casó a los diecinueve años de edad con el actor Marcelo Picchi y de esta relación, que duró 11 años, tiene cuatro hijos: Thiago Picchi, Diogo, y los gemelos Ciro y Tadeu. Los dos primeros también son actores. En el año 1978, fue elegida por el Fantástico una de las diez mujeres más bellas del país, a pesar de ser conocida por su poca vanidad. Está casada desde 1986 con el arquitecto y productor teatral Camilo Átila.

## Trabajos en la televisión
- 1972 - A Casa Fechada
- 1975 - O Grito .... Pilar
- 1975 - Gabriela .... Malvina Tavares
- 1976 - Estúpido Cupido .... Irmã Angélica
- 1977 - O Astro .... Lili
- 1979 - Pai Herói .... Carina (Catarina Limeira Brandão)
- 1980 - Plumas e Paetês .... Marcela/Roseli
- 1982 - O Homem Proibido .... Sônia
- 1983 - Pão Pão, Beijo Beijo .... Bruna
- 1984 - Partido Alto .... Isadora
- 1985 - De Quina pra Lua .... Mariazinha
- 1986 - Hipertensão .... Renata
- 1991 - Meu Marido .... Maria
- 1993 - Você Decide, Ser Ou Não Ser
- 1993 - Sex Appeal .... Margarida
- 1994 - Quatro por Quatro .... Auxiliadora
- 1996 - Quem É Você? .... Maria Luísa Maldonado Marcondes Aguiar
- 1997 - A Justiceira .... Ângela
- 1998 - Você Decide, Vida
- 1999 - Você Decide, A filha de Maria
- 2000 - Brava Gente - O casamento enganoso
- 2000 - Você Decide, Oscar Matriz e Filial
- 2001 - A Padroeira .... Imaculada de Avelar
- 2002 - Sítio do Pica Pau Amarelo .... Bruxa Morgana
- 2003 - Chocolate con pimienta .... Jezebel Canto e Melo
- 2005 - Alma gemela .... Agnes Saboya Ávilla Blanco
- 2007 - Siete pecados .... Rebeca Ferraz
- 2009 - Acuarela del amor .... Socorro Batista
- 2011 - Dinosaurios & Robots .... Minerva Alves
- 2013 - Amor a Vida .... Márcia do Espírito Santo o Tetê Para-choque Para-lama
- 2014 - Por siempre .... Tina (Cristina)
- 2016 - Êta Mundo Bom! .... Cunegundes
- 2017 - Pega Pega .... Arlete
- 2018 - O Sétimo Guardião .... Mirtes Aranha[4]
- 2021 -